# Tatra 87
O Tatra 87 foi um carro construído na Tchecoslováquia pela montadora Tatra. Ele foi elogiado pelos oficiais alemães nazistas na Segunda Guerra Mundial pela velocidade superior ao limite permitido pela Autobahn. Alimentado por um motor V8 traseiro refrigerado a ar de 2,9 litros com ângulo de 90°, possuía uma potência de 85 cv e uma velocidade máxima de 160 km/h, sendo um dos carros mais rápidos da época. Graças a forma aerodinâmica do carro, tem um consumo de apenas 8 km/L. Após a guerra, entre 1950 e 1953, os T87 foram equipados com motores V8 T603 de 2,5 litros mais modernos.
O 87 foi usado por Hanzelka e Zikmund em suas viagens pela África e América Latina de 1947 a 1950.

## Design
O Tatra 87 tem uma carroceria única. Seu formato aerodinâmico foi projetado por Hans Ledwinka e Erich Übelacker e foi baseado no Tatra 77, o primeiro carro projetado com aerodinâmica em mente. O design da carroceria foi baseado em propostas enviadas por Paul Jaray, de ascendência húngara, que projetou os famosos dirigíveis alemães Graf Zeppelin. Uma barbatana na traseira inclinada do Tatra ajuda a dividir a pressão do ar em ambos os lados do carro, uma técnica usada mais tarde em aeronaves. O Tatra 87 tinha um coeficiente de arrasto de 0,36 conforme testado no túnel da VW em 1979, bem como 0,244 para um modelo 1:5 testado em 1941.

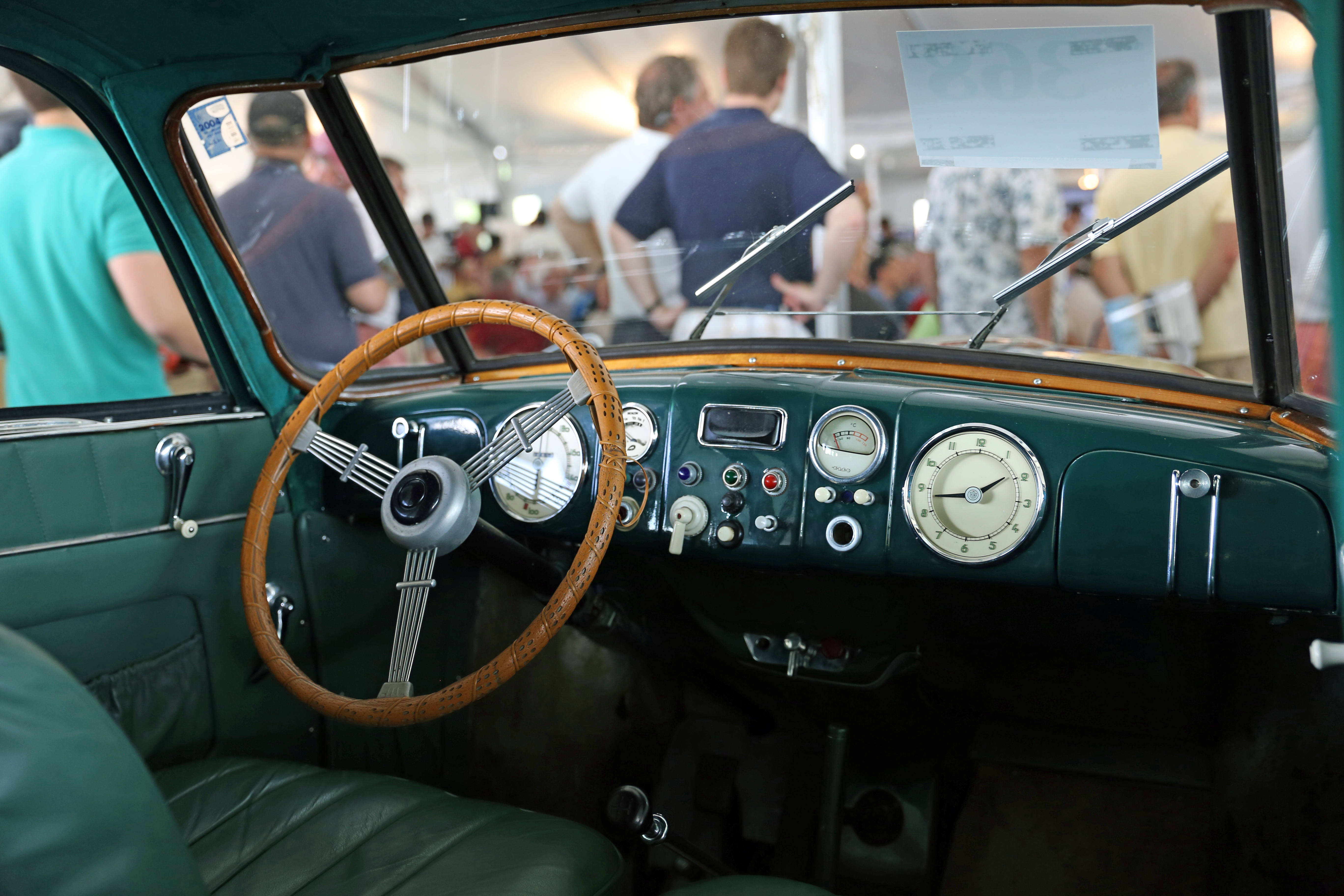
Painel em estilo art déco em um T87 de 1947

Pequenos conjuntos de janelas nas divisórias entre o compartimento do passageiro, da bagagem e do motor, além de persianas que fornecem ar para o motor refrigerado a ar, permitiam visibilidade traseira limitada. Todo o seu segmento traseiro podia ser aberto para fazer a manutenção do motor. As portas dianteiras são portas de ônibus com dobradiças traseiras, às vezes chamadas de "portas suicidas", e as portas traseiras são com dobradiças dianteiras.
Muitos elementos de design do Tatra 87, do V570 e do posterior T97 foram copiados por fabricantes de automóveis posteriores. Ferdinand Porsche foi fortemente influenciado pelo T87 e T97 e pelo motor boxer de quatro cilindros em seu design do Volkswagen Typ 1 (Fusca/Carocha), e foi posteriormente processado pela Tatra.
O preço (na década de 1940) era de 25.000 francos suíços. Seu valor hoje é de cerca de US$ 125.000. Um Tatra 87 de 1941, de propriedade e restaurado por Paul Greenstein e Dydia DeLyser de Los Angeles, Califórnia, venceu uma pesquisa de leitores do The New York Times sobre carros de colecionadores em 2010, superando a forte concorrência de 651 carros.

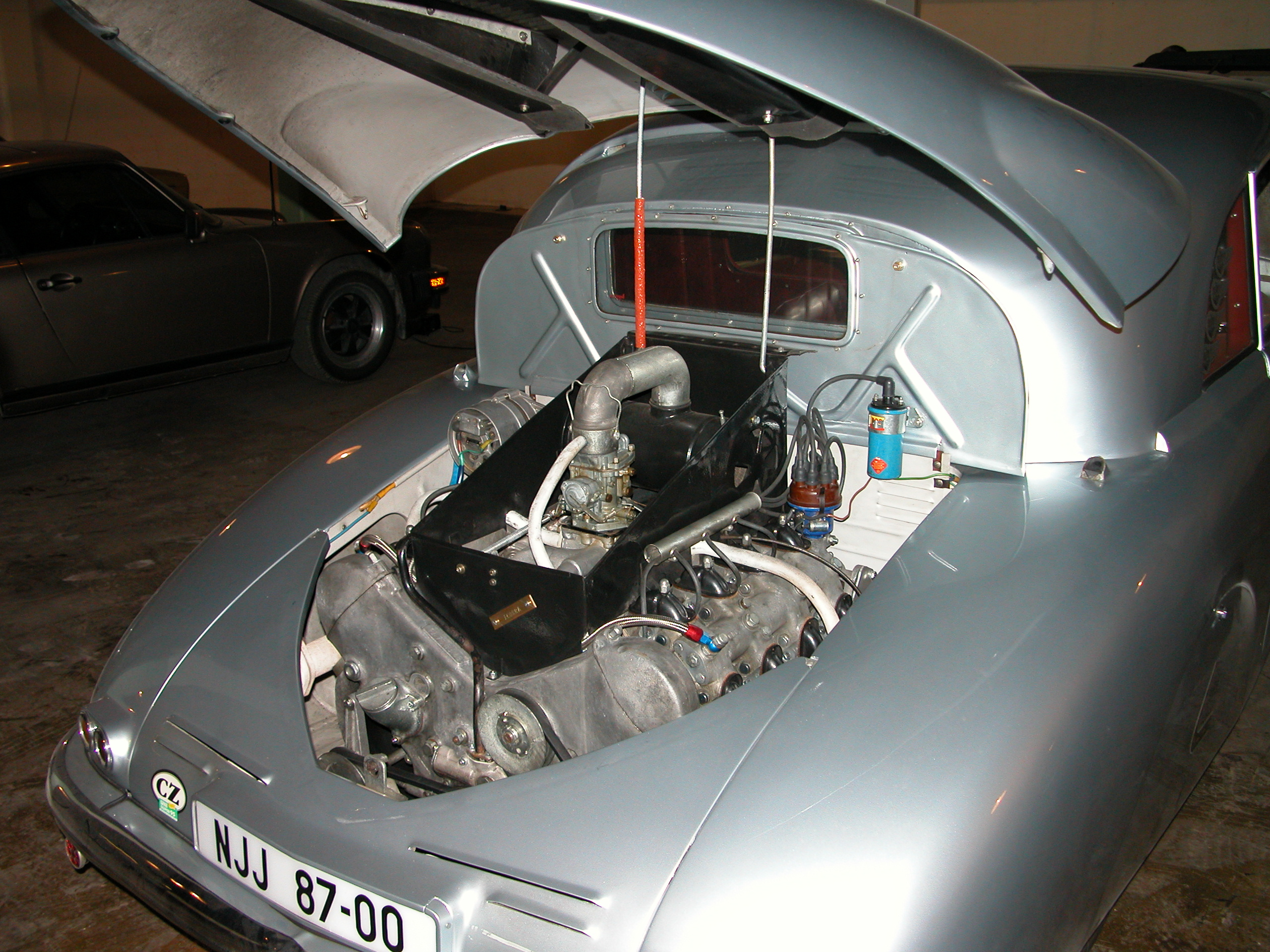
Todo o segmento traseiro do Tatra 87 formava uma carenagem do motor.

## Galeria

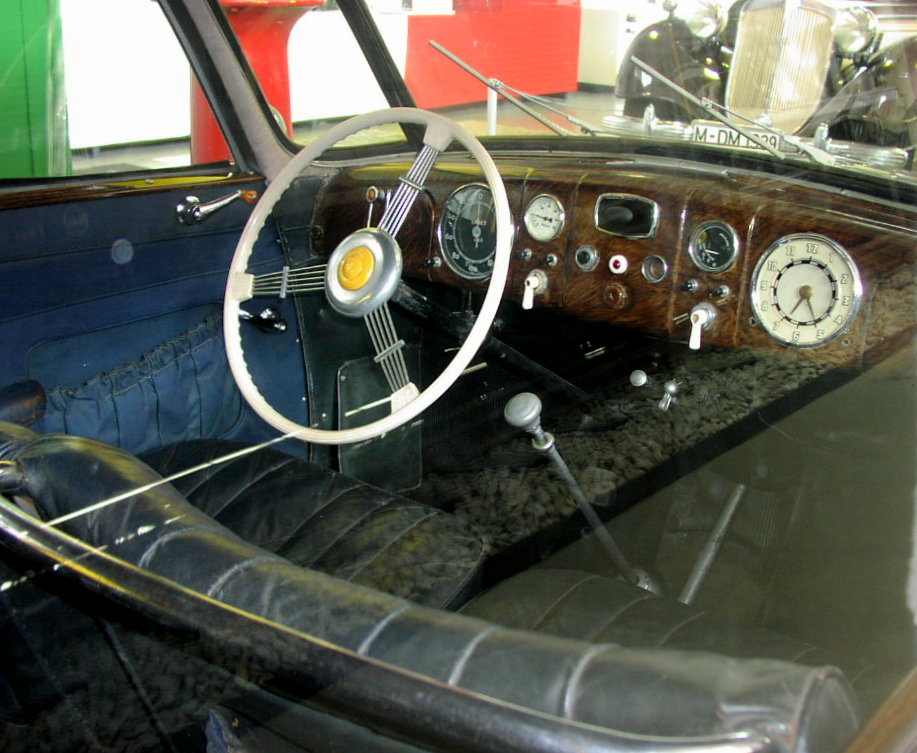
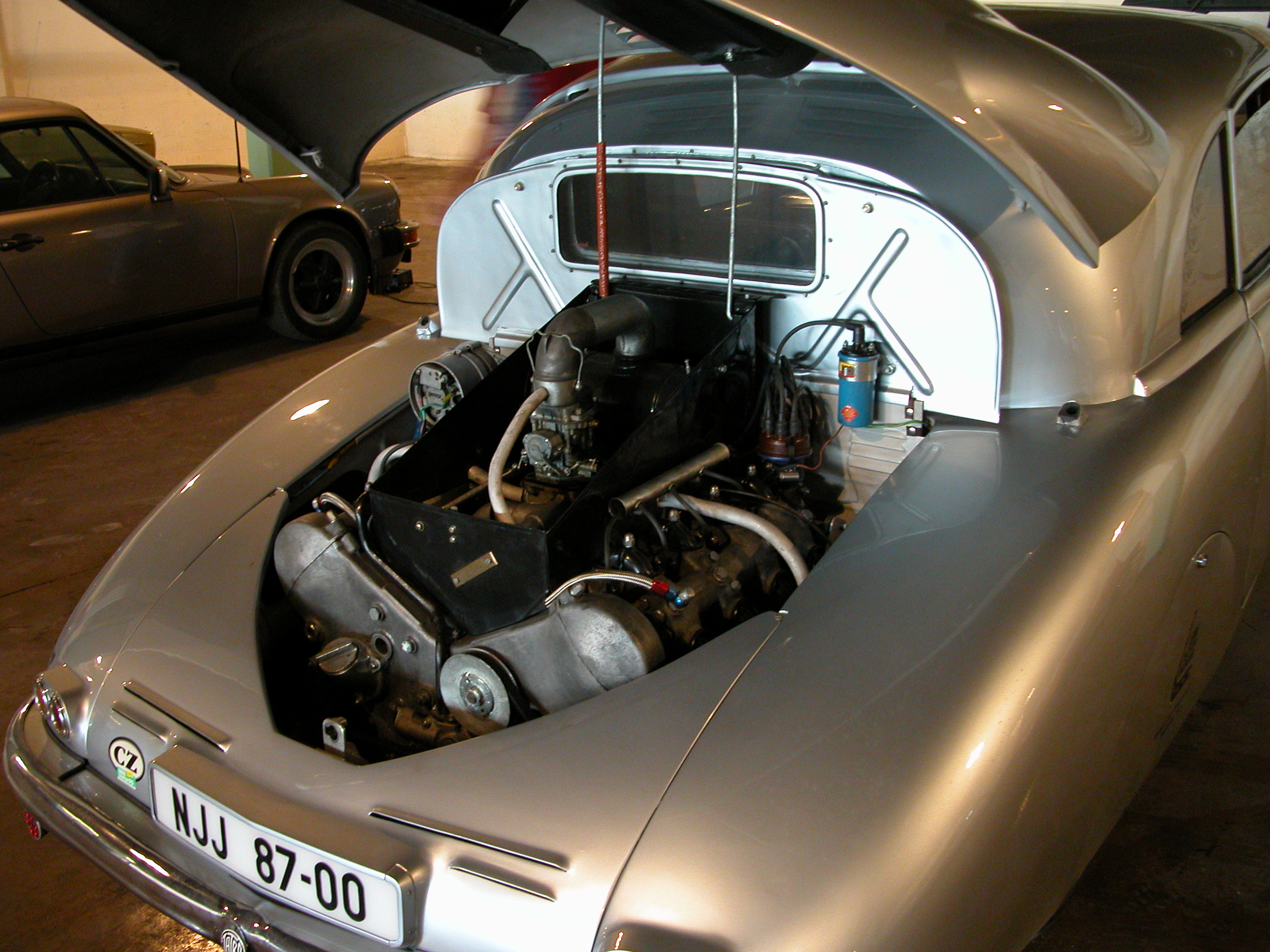
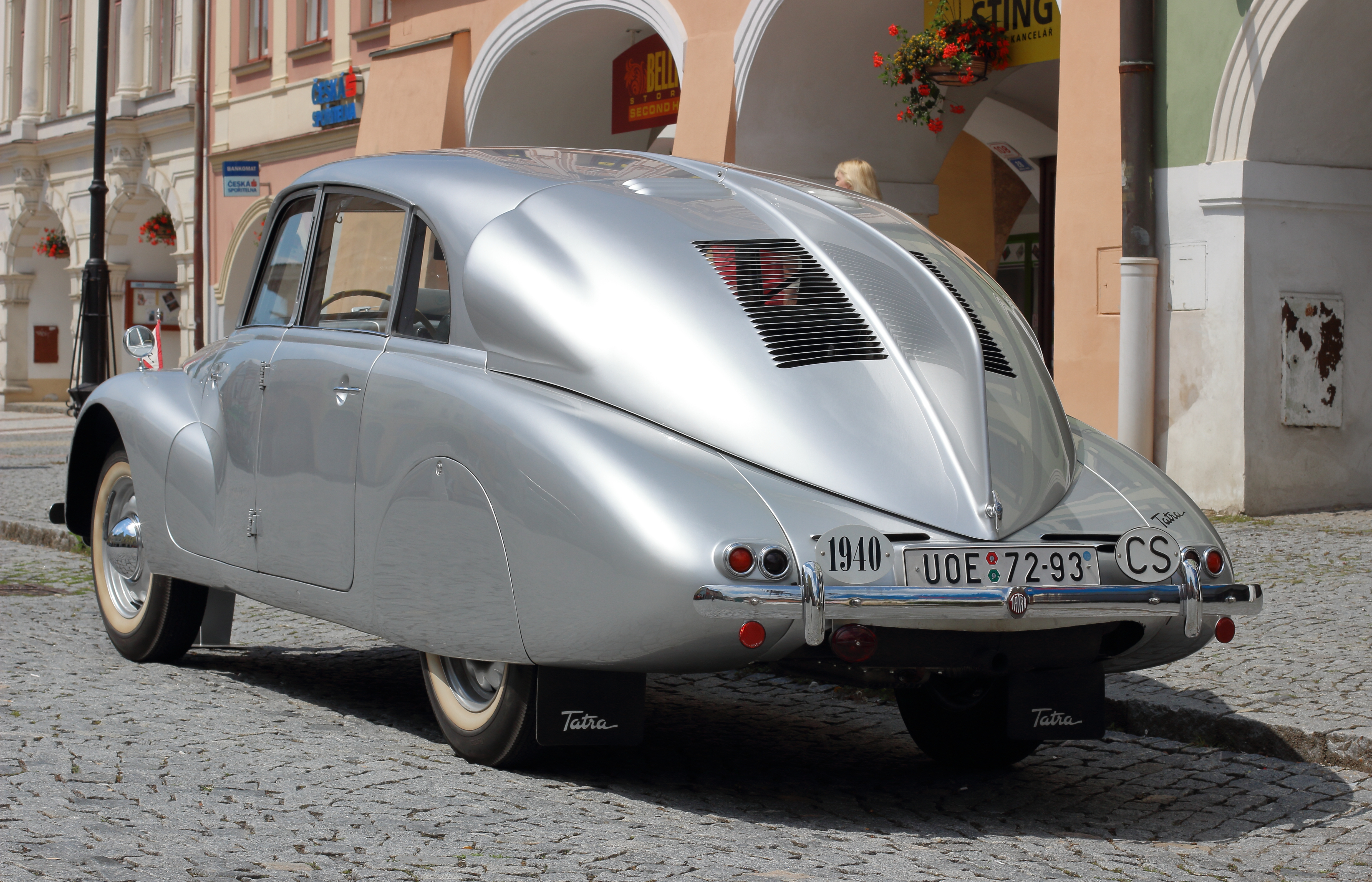
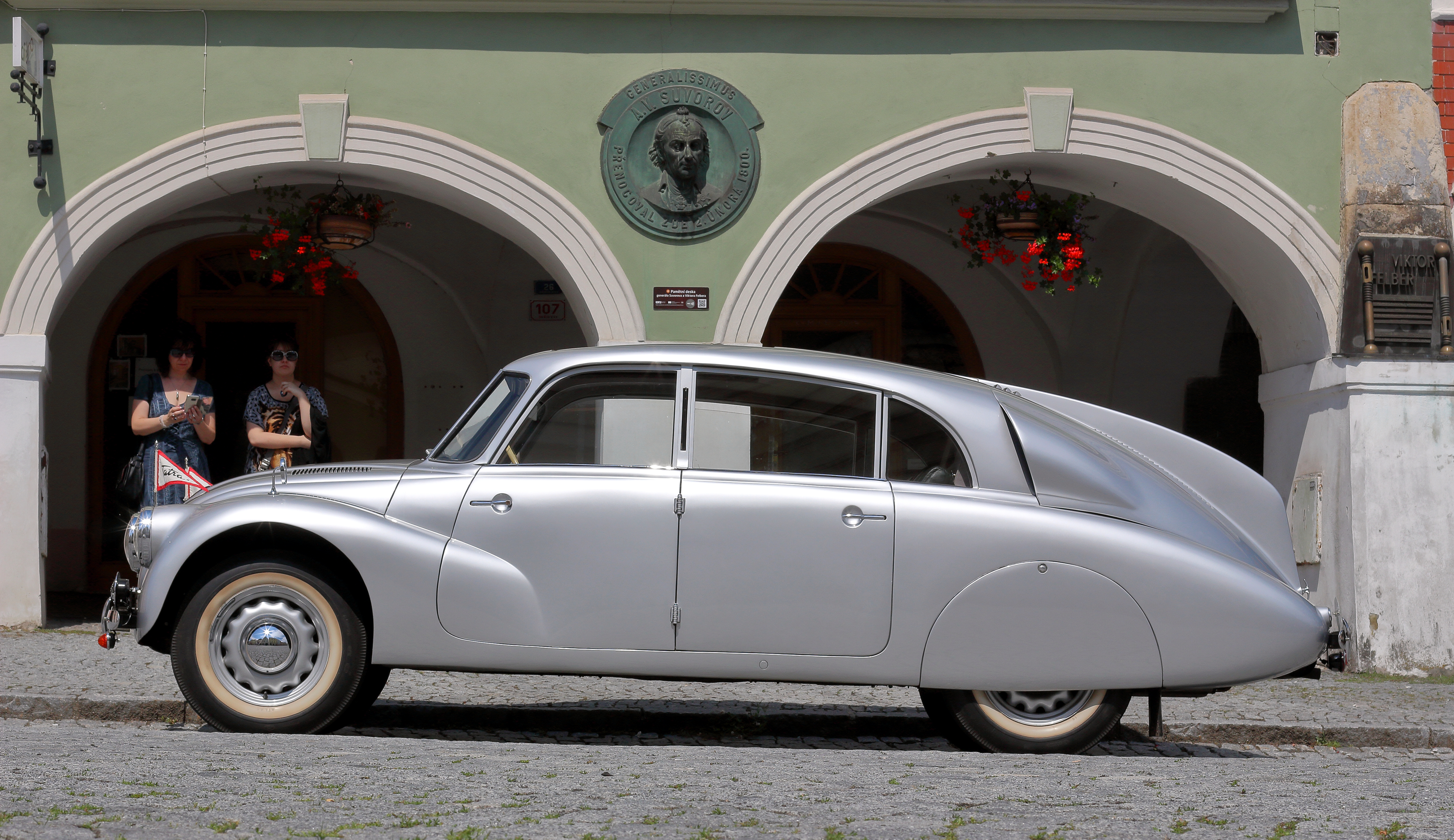
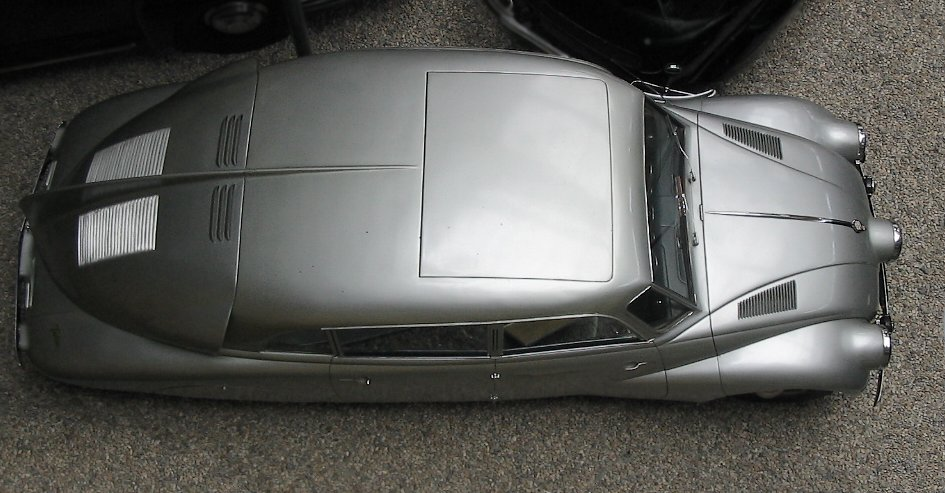
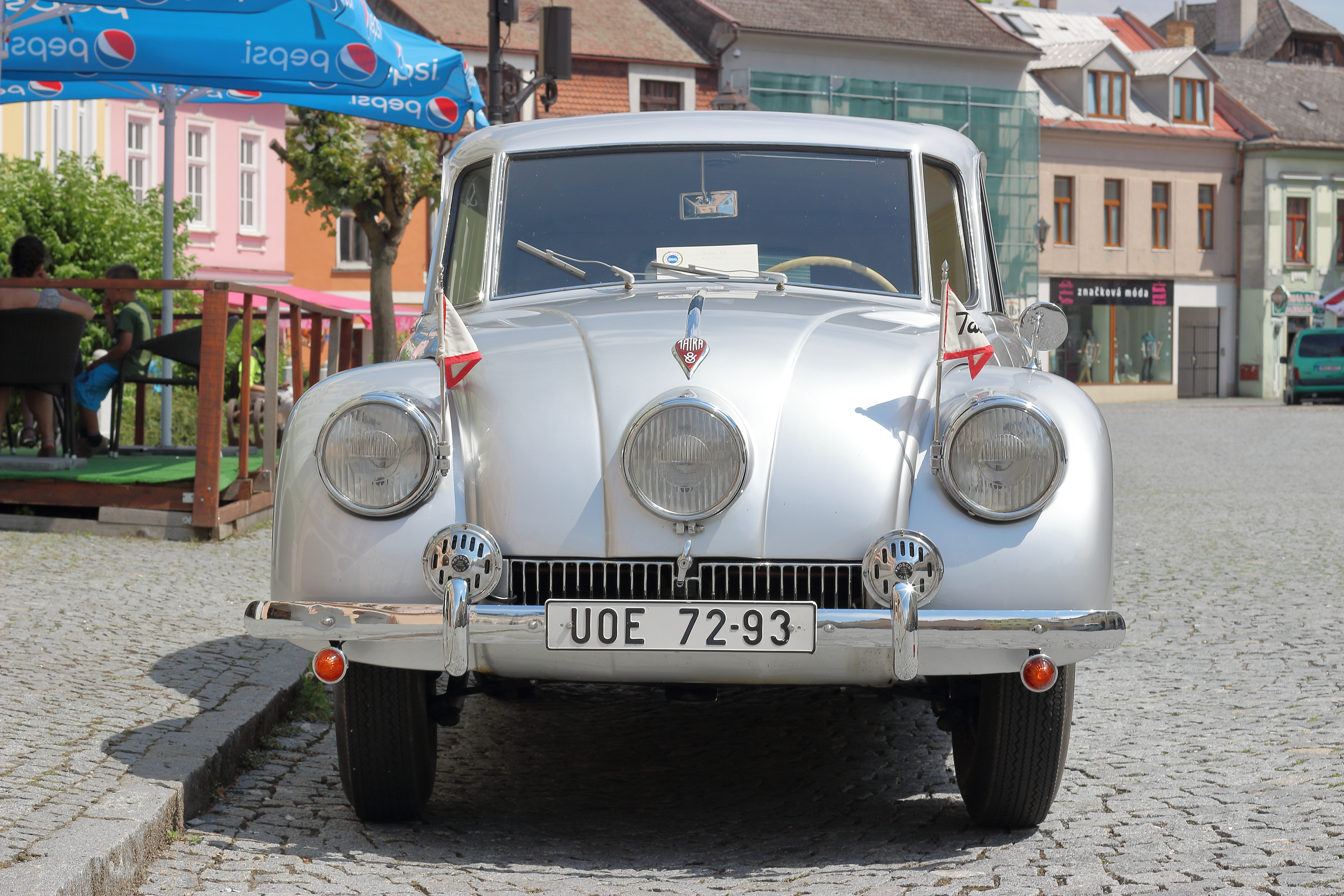
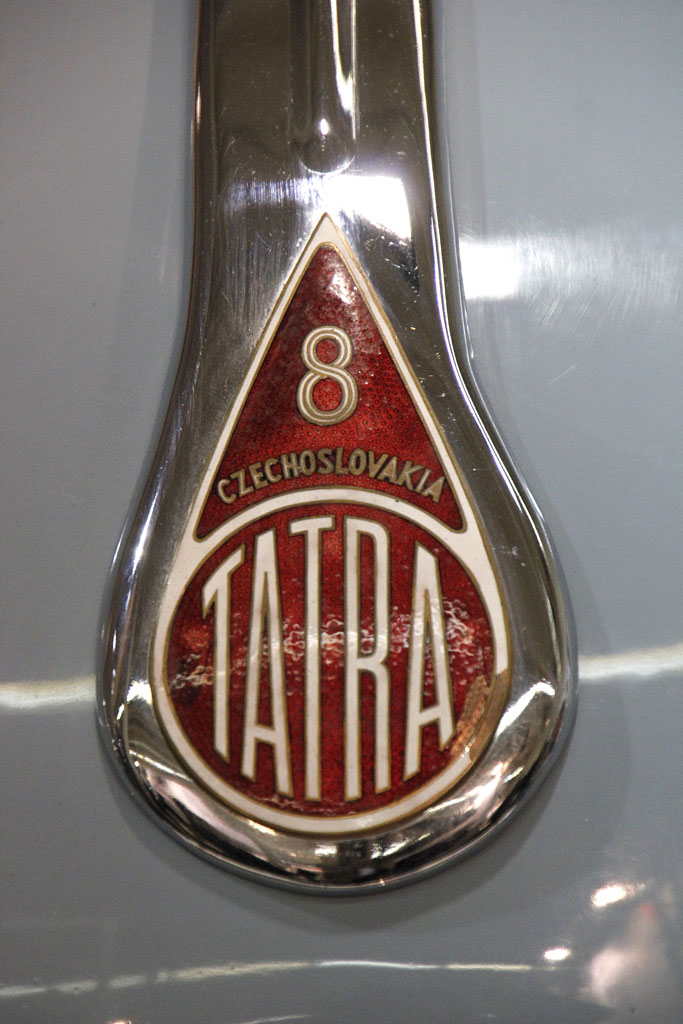